# Zagreber Dom

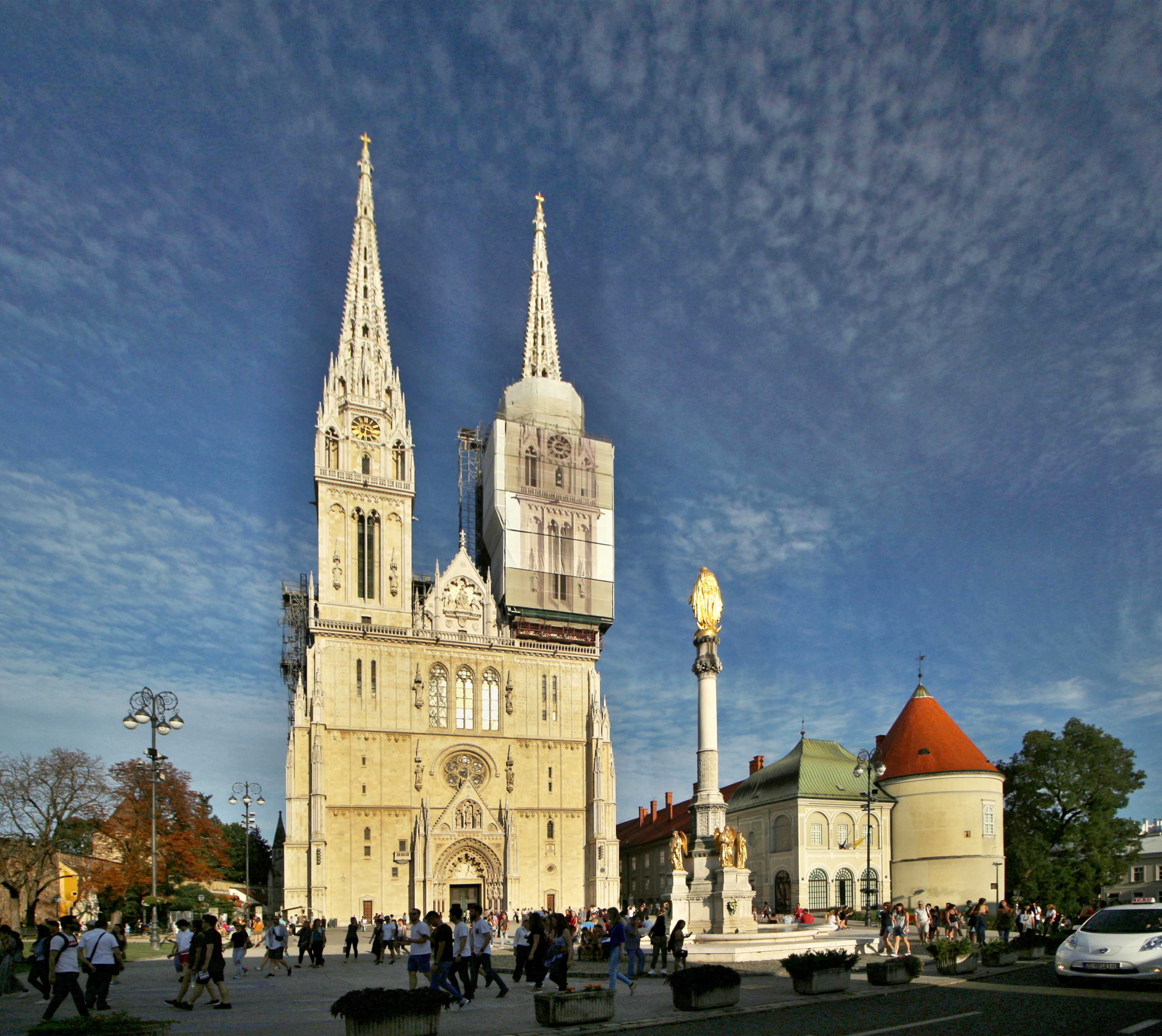
Zagreber Dom (2019)

Der Dom Mariä Himmelfahrt und St. Stephan und Ladislaus (kroatisch Katedrala Uznesenja Blažene Djevice Marije i sv. Stjepana i Ladislava), kurz der Zagreber Dom (Zagrebačka katedrala), historisch auch der Agramer Dom, ist die römisch-katholische Kathedrale in der kroatischen Hauptstadt Zagreb (Agram).

## Geschichte und Ausstattung

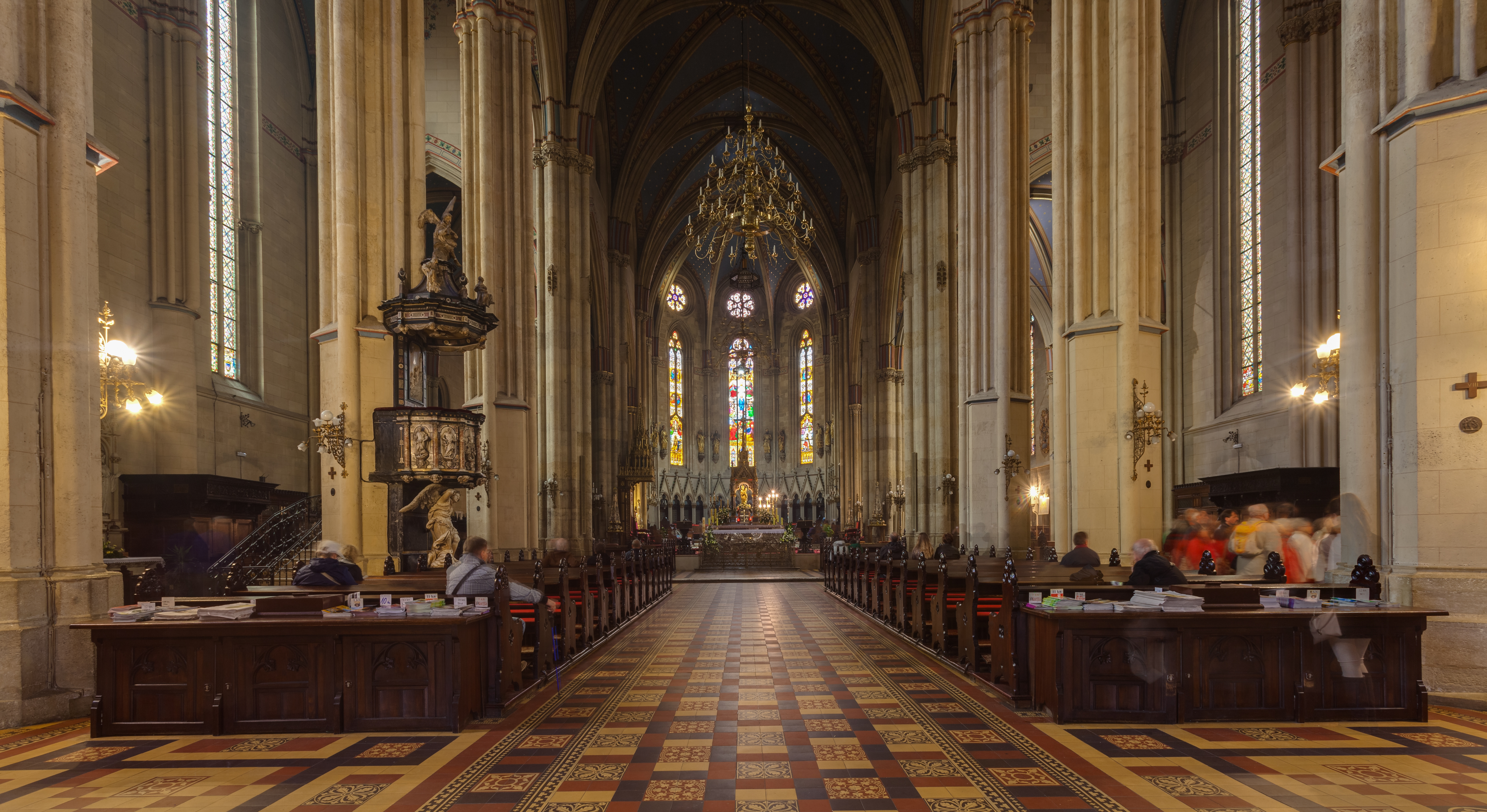
Innenraum

Die früheste Kirche an der Stelle des heutigen Doms wird für das 10. Jahrhundert angenommen. Der vorromanische Bau wurde bei der Bistumsgründung durch Ladislaus von Ungarn im Jahr 1093 zur Kathedrale erhoben. Er wurde schrittweise durch einen größeren romanischen Dom ersetzt, der 1217 vollendet war. Dieser wurde beim Tatareneinfall in Dalmatien 1242 weitgehend zerstört. Ab Ende des 13. Jahrhunderts entstand, unter Einbeziehung der romanischen Reste, der Kathedralneubau im gotischen Stil.
Die Arbeiten begannen im Osten mit dem Chor und den östlichen Langhaus-Jochen, die um 1300 vollendet waren. In der zweiten Hälfte des 15. Jahrhunderts wurden auch die westlichen Langhausjoche im spätgotischen Stil wohl von Prager Baumeistern fertiggestellt. Danach, bevor der Bau von Türmen in Angriff genommen werden konnte, forderte die osmanische Expansion in Südosteuropa alle Kräfte. Die Kathedrale wurde mit einem mächtigen Festungsbau mit Wehrtürmen und -toren umgeben, dessen Struktur, trotz Umbaus zur barocken Bischofsresidenz im 18. Jahrhundert, bis heute gut erkennbar ist; nur der Westflügel der Festung vor der Turmfassade wurde Ende des 19. Jahrhunderts zugunsten eines großzügigen Vorplatzes abgerissen. Im 17. Jahrhundert, nach dem Ende der Türkengefahr, bekam der Dom den frühbarocken Glockenturm an der Südseite der Portalfassade, der für 200 Jahre ihr Erscheinungsbild prägte. In der Folgezeit wurde die hochbarocke Innenausstattung geschaffen, die in großen Teilen erhalten ist.

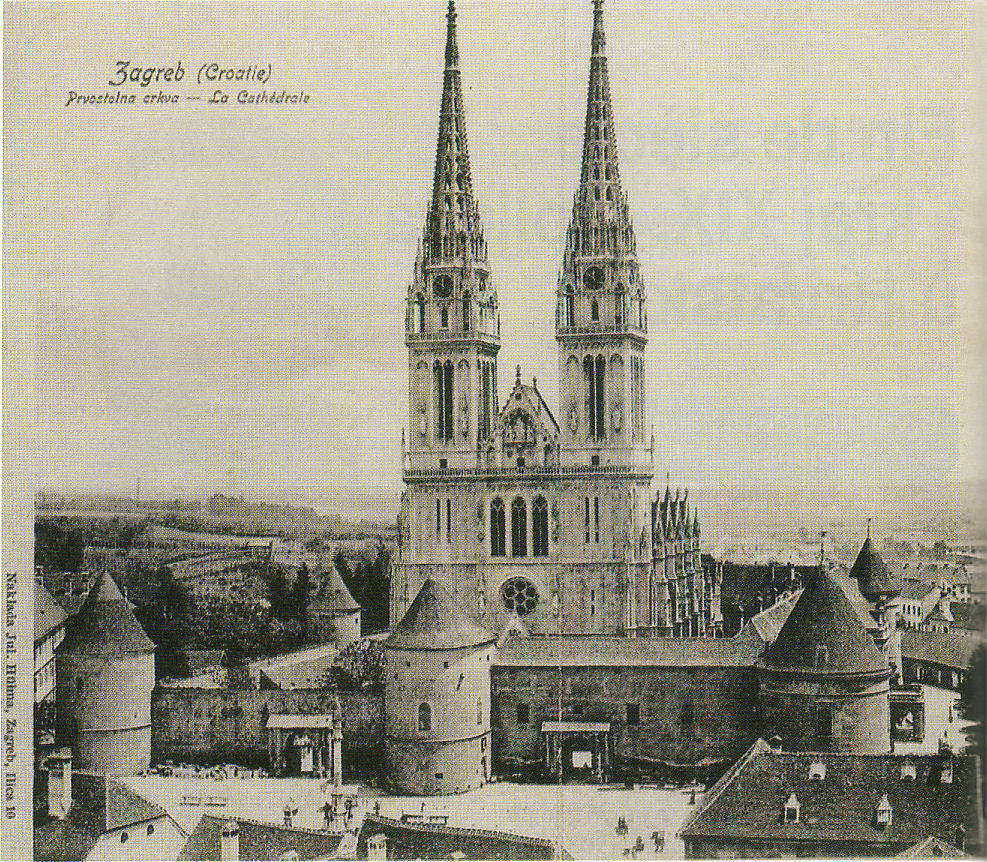
Ansicht 1906

Mehrfach im Lauf seiner Geschichte beschädigten Erdbeben den Dom. Das Beben von 1880 war so stark, dass das Hauptschiff und der Glockenturm einstürzten. Für den anschließenden Wiederaufbau in neugotischen Formen schufen Friedrich von Schmidt aus Wien und sein Schüler Hermann Bollé die Pläne. Bei diesen bis 1902 dauernden Arbeiten erhielt der Dom zwei Glockentürme. Das Langhaus zeigt noch die beiden mittelalterlichen Bauphasen: Im Osten schließen sich an den polygonalen Chor zwei breite basilikale Joche mit halbhohen Seitenschiffen an. Darauf folgen nach Westen vier schmalere Joche, die dem Typ der Hallenkirche angenähert sind; sie erhielten bei der neugotischen Erneuerung eigene Giebel in der Dachtraufe. Davor steht die repräsentative neugotische Portalfront mit den beiden 105 Meter hohen Türmen, deren Spitzhauben aus durchbrochenem Stein gearbeitet sind. Die reiche Ausstattung stammt aus dem Barock des 18. und der Neugotik des 19. Jahrhunderts. Die Schatzkammer beherbergt eine kostbare Sammlung liturgischer Geräte und Gewänder, deren älteste Stücke aus der Gründungszeit des Zagreber Bistums im 11. Jahrhundert stammen.
Von 1938 bis 1941 wurde der südliche Turm renoviert. In den folgenden Jahrzehnten litt der Dom schwer unter Witterungseinflüssen, Luftverschmutzung und Vernachlässigung in der sozialistischen Zeit, als Kroatien zur SFR Jugoslawien gehörte. Die filigrane Bauplastik vor allem an der Turmfassade ging zu großen Teilen verloren. Erst nach der Unabhängigkeit Kroatiens 1990/1991 begann eine aufwendige Erneuerung, die bis heute andauert. Im Juni 2011 besuchte Papst Benedikt XVI. den Zagreber Dom und betete am Schrein des 1998 seliggesprochenen Erzbischofs und Kardinals Alojzije Stepinac (1898–1960). Der Dom zählt mit seinen beiden weit sichtbaren Türmen zu den höchsten Gebäuden Kroatiens und zum nationalen Kulturgut. Er ist die Kathedrale des römisch-katholischen Erzbistums Zagreb.
Bei einem starken Erdbeben am 22. März 2020 brach ein 10,3 Meter großes Teil der südlichen Turmspitze mit einem 3,2 Meter hohen vergoldeten Kreuz ab. Teile der Trümmer beschädigten beim Absturz das Dach. Vereinzelte Schäden entstanden auch an Fialen, Buntglasfenstern und der Fassade. Im Gewölbe bildete sich ein Riss. Auch am nördlichen Turm wurden Schäden festgestellt, wegen Einsturzgefahr wurde am 17. April 2020 ein Teil seiner Spitze mithilfe eines Krans abgenommen.

## Orgel

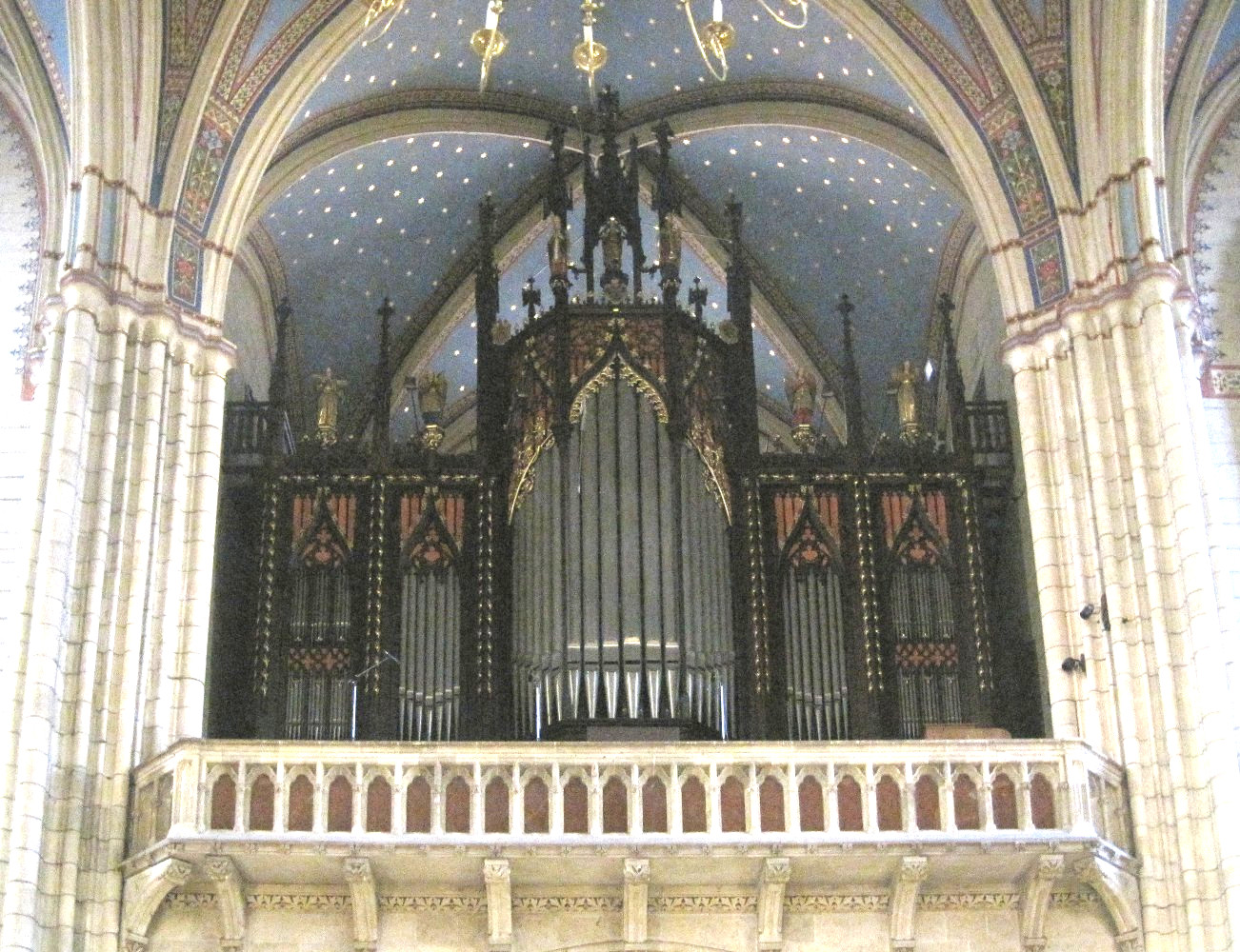
Die Orgel

Bedeutend ist auch die Walcker-Orgel (op. 130), die 1855 mit 52 Registern auf drei Manualen und Pedal gebaut wurde. Nach diversen Umbauten (1913 op. 1751 auf III/61, 1940 op. 2696 auf IV/75 und 1986 op. 5866 auf IV/78) hat sie heute 78 Register und vier Manuale mit folgender Disposition (Stand 2005):
| I. Manual C–a3 |              |        |
| 1.             | Prinzipal    | 16′    |
| 2.             | Tibia        | 16′    |
| 3.             | Diapason     | 8′     |
| 4.             | Gemshorn     | 8′     |
| 5.             | Copula       | 8′     |
| 6.             | Gamba        | 8′     |
| 7.             | Dolce        | 8′     |
| 8.             | Flöte        | 8′     |
| 9.             | Nasard       | 5 1⁄3′ |
| 10.            | Oktave       | 4′     |
| 11.            | Copula minor | 4′     |
| 12.            | Dolce        | 4′     |
| 13.            | Quinte       | 2 ⁄3'  |
| 14.            | Superoktav   | 2'     |
| 15.            | Blockflöte   | 2'     |
| 16.            | Mixtur VI    | 2 ⁄3'  |
| 17.            | Zimbel IV    | 1 ⁄3'  |
| 18.            | Fagott       | 16'    |
| 19.            | Trompete     | 8'     |

| II. Manual C–a3 |                |       |
| 20.             | Bourdon        | 16′   |
| 21.             | Principal      | 8′    |
| 22.             | Copula         | 8′    |
| 23.             | Viola d'amour  | 8′    |
| 24.             | Flauto         | 8′    |
| 25.             | Salicional     | 8′    |
| 26.             | Diapason       | 4′    |
| 27.             | Traversflöte   | 4′    |
| 28.             | Superoktav     | 2′    |
| 29.             | Quinte         | 1 ⁄3' |
| 30.             | Sesquialter II | 2 ⁄3' |
| 31.             | Cornett V      | 8′    |
| 32.             | Scharff IV     | 1′    |
| 33.             | Vox humana     | 8'    |
| 34.             | Schalmey       | 4'    |
|                 | Tremulant      |       |

| III. Manual C–a3 |                 |       |
| 35.              | Quintatön       | 16′   |
| 36.              | Geigenprinzipal | 8′    |
| 37.              | Fugara          | 8′    |
| 38.              | Hohlflöte       | 8′    |
| 39.              | Dulciana        | 8′    |
| 40.              | Aeoline         | 8′    |
| 41.              | Voix celeste    | 8′    |
| 42.              | Flauto amabile  | 4′    |
| 43.              | Viola           | 4′    |
| 44.              | Nasard          | 2 ⁄3′ |
| 45.              | Flautino        | 2′    |
| 46.              | Mixtur IV       | 2 ⁄3′ |
| 47.              | Physharmonica   | 8′    |
| 48.              | Oboe            | 8'    |
| 49.              | Trompete harmon | 8′    |

| IV. Manual C–a3 |                 |        |
| 50.             | Hornprinzipal   | 8′     |
| 51.             | Traversflöte    | 8′     |
| 52.             | Viola           | 8′     |
| 53.             | Unda maris      | 8′     |
| 54.             | Ital. Prinzipal | 4′     |
| 55.             | Blockflöte      | 4′     |
| 56.             | Nasard          | 2 ⁄3'  |
| 57.             | Schwiegel       | 2′     |
| 58.             | Sifflöte        | 1′     |
| 59.             | Terzian II      | 1 3⁄5' |
| 60.             | Großmixtur VI   |        |
| 61.             | Tuba magna      | 16'    |
| 62.             | Tuba mirabilis  | 8'     |
| 63.             | Vox humana      | 8'     |
| 64.             | Clairon         | 4'     |
|                 | Tremulant       |        |

| Pedal C–f1 |                 |        |
| 65.        | Grand Bourdon   | 32′    |
| 66.        | Prinzipalbass   | 16′    |
| 67.        | Subbass         | 16′    |
| 68.        | Violonbass      | 16′    |
| 69.        | Octavbass       | 8′     |
| 70.        | Hohlflötenbass  | 8′     |
| 71.        | Violoncello     | 8′     |
| 72.        | Flöte           | 4′     |
| 73.        | Cornett IV      | 5 1⁄3′ |
| 74.        | Bombardon       | 32′    |
| 75.        | Tuba            | 16′    |
| 76.        | Posaune         | 8′     |
| 77.        | Clarine         | 4′     |
| 78.        | Singend Kornett | 2′     |

- Koppeln:
  - Normalkoppeln: II/I, III/I, III/II, IV/I, IV/II, IV/III, I/P, II/P, III/P, IV/P
  - Superoktavkoppeln: Super I, Super II/I, Super III/I, Super IV/I, Super IV/II, Super IV/III, Super I/P, Super II/P, Super III/P, Super IV/P
  - Suboktavkoppeln: Sub I, Sub II/I, Sub III/I, Sub IV/I, Sub IV/II, Sub IV/III,
- Spielhilfen: 999-facher Generalsetzer, 2fach geteilter Setzer, Sequenzer vor- und rückwärts, automatisches Pedal, Crescendo, Generalzungen ab, Handregister ab, Zungen einzeln ab, Tutti, Pleno, Schweller III, Schweller IV
- pneumatische Kegelladen mit elektropneumatischer Traktursteuerung